# Rio Guaxupé
O rio Guaxupé é um curso de água que banha os estados brasileiros de Minas Gerais e São Paulo, na bacia hidrográfica do rio Grande. Tem sua nascente no município de Guaxupé, com o nome de córrego do Viradouro. Próximo ao centro urbano de Guaxupé, o rio passa a ser chamado pelo mesmo nome da cidade.
O rio percorre aproximadamente 70 quilômetros até a margem direita do rio Pardo, desde sua nascente em Guaxupé, passando também pelos municípios paulistas de Tapiratiba e São José do Rio Pardo.
O esgotamento sanitário da cidade de Guaxupé é capturado e lançado no rio sem tratamento pela Companhia de Saneamento de Minas Gerais, o que compromete a qualidade de suas águas a jusante dos pontos de lançamento. Atualmente, uma estação de tratamento de esgoto com reatores anaeróbicos do tipo UASB está em construção no bairro Tomateiros, em Guaxupé, para evitar lançamento de esgoto in natura no rio Guaxupé.
Uma usina de açúcar denominada Itaiquara foi instalada às margens do rio Guaxupé no município de Tapiratiba. A empresa já sofreu com inundações do rio em épocas de enchente. Neste município, o curso de água encontra-se afetado com alto grau de assoreamento. As razões apontadas pelo Comitê da Bacia Hidrográfica do Pardo são ausência de mata ciliar, de técnicas de conservação do solo e falta de conservação das estradas de terra.